# Hugh Edwards
Hugh Robert Arthur Edwards (Woodstock, 17 de noviembre de 1906-Southampton, 21 de diciembre de 1972) fue un deportista británico que compitió en remo. Participó en los Juegos Olímpicos de Los Ángeles 1932, obteniendo dos medallas de oro, en las pruebas de dos sin timonel y cuatro sin timonel.

## Palmarés internacional
| Juegos Olímpicos | Juegos Olímpicos             | Juegos Olímpicos | Juegos Olímpicos   |
| Año              | Lugar                        | Medalla          | Prueba             |
| ---------------- | ---------------------------- | ---------------- | ------------------ |
| 1932             | Los Ángeles (Estados Unidos) | Medalla de oro   | Dos sin timonel    |
| 1932             | Los Ángeles (Estados Unidos) | Medalla de oro   | Cuatro sin timonel |